# دائه‌هیئون-دونگ (سئول)
دائه‌هیئون-دونگ (سئول) (به لاتین: Daehyeon-dong) یک منطقهٔ مسکونی در کره جنوبی است که در Seodaemun District واقع شده‌است.